# Intelligencia

## Intelligencia
Az intelligenciát sokféleképpen határozták meg, a komplex fogalom a logika, a megértés, a tudatosság, a tanulás, az érzelmi tudás, az érvelés, a tervezés, a kreativitás és a problémamegoldás kapacitásaira vonatkozik. Általánosabban úgy fogalmazható meg, mint az információ felfogásának vagy észlelésének képessége, és tudásként való elraktározása, annak érdekében, hogy a jövőbeni adaptív magatartásformák során egy adott környezetben vagy kontextusban alkalmazható legyen.
Az intelligenciát leginkább embereken tanulmányozzák, de állatokban és növényekben is megfigyelték. A gépek intelligenciáját mesterséges intelligenciának nevezik, amelyet rendszerint számítógépes rendszerekben alkalmaznak.

## Humán intelligencia
Az emberi intelligencia az ember intellektuális bátorsága, amelyet komplex kognitív hatások, magas szintű motiváció és öntudat jellemez. Intelligenciájuk révén az emberek képesek tanulni, fogalmakat alkotni, megérteni, alkalmazni a logikát és az érveket. Ide értendők a felismerési képességek, az ötletek megértése, a tervek megtervezése, a problémák megoldása, a döntéshozatal, az információk megőrzése és a nyelv használata a kommunikációhoz. Az intelligencia lehetővé teszi az emberek számára, hogy tapasztaljanak és gondolkodjanak.

## Az intelligencia vizsgálata
Az intelligenciát tesztekkel/kérdőívekkel mérik. A teszteket úgy hitelesítik/kalibrálják, hogy az adott népesség átlaga 100 pont körül legyen, és az emberek közel 68%-ának 85-115 pontot mérjen. A tesztek eredményének eloszlása normális eloszlással közelíthető, ahol a várható érték 100-as IQ (Intelligence Quotient, magyarul intelligenciahányados), vagyis a szórás ettől 15 föl/le.
Részletes intelligenciateszttel mérhető az iskolaérettség, és kimutatható egyes neurológiai és pszichiátriai eltérés, például az autizmus, vagy bizonyos tanulási zavar. De használnak intelligenciatesztet a pályaalkalmassági vizsgálatban és a munkahelyi kiválasztásban is. Vitatott, hogy ezzel tényleg a megfelelő embert választják-e ki.
Az első intelligenciatesztet a 20. század elején Alfred Binet készítette gyerekek számára.    A teszt alapján különbséget tett a testi és a mentális/szellemi életkor között: két egyidős gyerek közül az értelmesebb, akinek nagyobb a mentális életkora. Gyerekeknél az IQ így számítható: IQ = (mentális kor/életkor) x 100 [%]. Mivel a felnőttekre ez már nem érvényes, ezért sokáig csak gyerekeknél mérték az intelligenciát.
Ha valaki belekerül egy másik hagyományba, akkor az idegen környezet kevésbé tekinti intelligensnek, mint amilyen valójában. Miután alkalmazkodott, és beilleszkedett az új környezetbe, újra intelligensnek ítélik. A huszadik században sokáig nem értették ezt a jelenséget, például az Amerikai Egyesült Államokban szinte értelmi fogyatékosnak tekintették a nem angolszász környezetből érkező bevándorlókat. Ezért erősen korlátozták például a Közép-Európából érkezők számát.

### Kultúrafüggetlen tesztek
Vannak tesztek, amikből minden műveltségi tényezőt kiküszöböltek. Ezek a kultúrafüggetlen tesztek. Nem használják a nyelvet; az ábrák alapján kell kitalálni, hogy mi a feladat, és mi a megoldás. Ilyenek például a Raven-mátrixok. Vitatott, hogy ezek a tesztek valóban kultúrafüggetlenek-e. Ugyanis azoknál, akik nem jártak iskolába, sokkal alacsonyabb értelmet mérnek, mint amennyit ezek a személyek az életben tanúsítanak; ugyanakkor az autisták jobban teljesítenek ezekben, mint a saját kultúrájuk számára készített tesztekben. Ezt azzal magyarázzák, hogy a kultúrafüggetlenség miatt ezek a tesztek túlságosan elszakadtak a való élettől.
Az intelligencia nem azonos a bölcsességgel. A 14. dalai láma szerint az intelligencia csupán egy lehetőség, amelyet lehet használni alkotón, illetve rombolón, például ha egy éles elmét rossz dolgokra használnak, a következménye sok emberi szenvedés. Az intelligencia destruktív használatának az oka a rossz érzelem, mint a harag, a gyűlölet, a féltékenység, az irigység stb.

## Az intelligencia sajátos meghatározásai
Az intelligencia az elme elemző és megkülönböztető képessége.
Mindenféle intelligencia – együtt – az élőlény, így az emberi minőség mértéke. A „személyiség” meghatározója, William Stern szerint: Az értelem – az új követelményekhez alkalmazkodó képessége elménknek.
Az intelligencia az a képességünk, hogy „nem teljesen meghatározott” célok elérése érdekében is tudunk döntéseket hozni. Intelligenciánk fokmérője az, hogy döntésünk mennyire volt „jó” – azaz végrehajtása után milyen pontosan sikerült elérnünk célunkat – és mennyire volt gyors. (Klasszikus példa: mozaik-kirakós játékban (puzzle) a következő elem helyének megtalálása.) Intelligenciánktól függ, hogy a hétköznapi életben nem várt helyzetekben (balesetben, kritikus – például felvételt eldöntő – kérdés feltevésekor stb.) milyen jól és milyen gyorsan válaszolunk.
Az intelligencia komplex képesség, ami a problémamegoldásra irányul. Ide tartozik például az összefüggések átlátása, az emlékezőképesség, a gondolkodás gyorsasága.
Teljesen észszerűtlen, hogy aki az értelmet mérni kívánja, előbb komplett definíciót prezentáljon/ teljes meghatározást adjon.

### Magyar intelligenciatesztek
Magyarországon több tesztet is használnak az intelligencia mérésére. Az egyik leggyakoribb a MAWI (Magyar Wechsler Intelligencia teszt), és gyermekek számára készült változata, a MAWGYI. Ez a teszt tíz részfeladatot tartalmaz:
- Összehasonlítás: Két fogalomról meg kell állapítani, hogy milyen közös kategóriába sorolhatók be
- Műveltség: Általános ismeretek
- Élethelyzetek megértése: Pl. "Mit kell tenni, ha megvágod magad?"
- Számterjedelem: Egyjegyű számok memorizálásának képessége
- Aritmetika: Számolás
- Mozaik próba: Mintás kockákból kirakott egyszerű ábra lemásolása, kirakása ugyanilyen kockákból
- Kép kiegészítése: Hiányzó képrészlet felismerése
- Képek sorba rendezése: Egy összefüggő történet megalkotása a képekből
- Tárgy összeillesztése: Kirakószerűen összerakni egy tárgyat
- Rejtjelezés: Számhoz tartozó adott kód minél gyorsabb beírása

#### Éltes (Ellenbach) Mátyás (1873-1936)
Ranschburg Pál ösztönzésére értelmes és fogyatékos, különböző fejlettségű gyerekeket szókincs vizsgálattal jellemezte. Hivatkozott Nagy Lászlóra, aki Alfred Binet próbáit először ismertette a magyar szaksajtóban. 1914-ben ismertette a próbasorozat magyar változatát. 1916-ban Rövid útmutatót adott ki hozzá. A Binet 1911-esből elhagyott néhány próbát, beiktatott újakat.

## Fajtái
Az intelligencia összetett képesség. Többféle intelligencia létezik, amik részletes tesztekkel ki is mutathatók.
- Nyelvi intelligencia
- Vizuális-térbeli intelligencia
- Logikai-matematikai intelligencia
- Mozgási intelligencia
- Zenei intelligencia
- Interperszonális intelligencia
- Metakognitív intelligencia

Friedrich Engels szerint a mozgási intelligencia és a nyelvi intelligencia munkában találkozott, és ez alakította ki az interperszonális intelligenciát. A létrejövő emberek oda jutottak, hogy mondanivalójuk lett egymásnak.
Emellett divat lett a különféle intelligenciák értelmezése. Így beszélnek például érzelmi, szexuális, pénzügyi, vagy vezetői intelligenciáról is, bár ezek legtöbbje nem tudományosan megalapozott.

## Érzelmi intelligencia
Az érzelmi intelligencia (EI) az intelligencia vagy a képességek azon fajtája, ami a saját és mások érzelmeinek érzékelésével, kezelésével és pozitív befolyásolásával kapcsolatos. Beletartozik az önuralom képessége éppúgy, mint a beleérzőképesség. Az általános intelligenciatípusok közül az interperszonális intelligenciához áll a legközelebb. A tagok érzelmi intelligenciája minden közösségben meghatározza a közösség felépítését. Az érzelmi intelligencia csak a belső tényezőknek megfelelően fejleszthető.
Ezt a kifejezést elsőként John D. Mayer és Peter Salovey alkalmazta 1990-ben. Ők az érzelmi információk értelmezésére, és a velük érvelés képességét tekintették. Daniel Goleman (1995) szerint a munkahelyi eredményességet sokkal inkább az érzelmi intelligencia határozza meg, mint az értelmi.
Az érzelmi intelligencia nem szerepel az IQ kiszámítását célzó tesztekben. Mérésére az érzelmi intelligenciahányados, az EQ szolgál.

## Az eltérő emberi rasszok és etnikumok intelligenciája
Az emberi rasszok, etnikumok eltérő intelligenciája sok vitát eredményezett, és eredményez mind a mai napig. Az 1900-as évek elején úgy gondolták, hogy a nagyobb koponya nagyobb intelligenciát jelent a nagyobb méretű agy miatt, ám ezt nem sikerült igazolni. "A 20. század elején a vita [az amerikai közvéleményben] a magyar, olasz és zsidó bevándorlók viszonylag alacsony IQ-ja körül forgott, amit a new york-i Ellis Islanden partraszállásuk után felvett tesztekkel mértek. Az eredmények azt jelezték, hogy az embereknek a többsége gyengeelméjű.". A náci Németország fajelméleteinek egyik központi eleme volt az intelligencia. Amerikában az 1990-es években lángolt fel ismét a vita a négerek és kreolok alacsonyabb IQ eredményeit illetően.
Az eltérő kulturális háttérrel rendelkező csoportok teszteredményeinek összevetésekor azonban óvatosan kell eljárni, amit a következő példa szemléltet. "Egy fehér és egy fekete zsákot genetikailag kevert kukoricamaggal töltünk meg. Biztosítjuk, hogy mindkét zsákban ugyanolyan arányban legyen mindenféle magból. Ezután a fehér zsák tartalmát a termékeny A táblába, a fekete zsák tartalmát pedig a meddő B táblába vetjük. Azt fogjuk találni, hogy az A táblában, ahogy a B táblában is, jelentős változatosságot mutat az egyes növények magassága. Ez a változatosság elsősorban genetikai tényezőknek tulajdonítható. Azt is megfigyelhetjük azonban, hogy a növények átlagos magassága az A táblában nagyobb, mint a B táblában. Ez a különbség teljességgel a környezeti tényezőknek (a talajnak) köszönhető."
Az eltéréseket részben örökletes, részben környezeti (neveltetés, egészségügy stb.) különbségek okozzák, de e kettő azonos vagy eltérő jelentősége heves viták tárgya.  Az egyes csoportok átlagainak értelmezéséhez fontos tudni, hogy a csoport átlagokból nem lehet közvetlen következtetéseket levonni az egyénekre vonatkozóan. Ugyanis bármely csoport tagjainak pontszáma jóval nagyobb sávban szóródik, mint amekkora valamely két csoport átlaga közötti különbség lenne. "Ami számít a szembejövő emberrel kapcsolatban – már amennyire a teszteredmények jelentőséggel bírhatnak, – az az adott személy saját pontszáma, nem pedig az átlagpontszáma valamely referenciacsoportnak, amelybe tartozik."

## Öröklődése
Az intelligencia részben öröklött tulajdonság. Régebben sok vita folyt arról, hogy mennyire tekinthető öröklöttnek, és sok kutatás folyt ezügyben.
A 19. század végétől eluralkodott az az elmélet, hogy az emberiség intelligenciája veszélyben van. Ugyanis a szegény családokban több gyerek születik, mint a gazdagabbakban. Hasonlóan, az enyhén értelmi fogyatékos szülőknek több gyereke születik, mint a normál értelmi képességű családoknak.
Ezt a veszélyt sok országban az értelmi fogyatékosok és normál képességű gyerekeik kényszersterilizálásával próbálták megoldani. Az Amerikai Egyesült Államokban üdvözölték a hitleri Németországban végrehajtott kényszersterilizációkat, amik nemcsak az értelmi fogyatékos emberekre terjedtek ki, hanem például a siketekre is. Ugyanis a siketséget is genetikai betegségnek tartották. Ennek egyik első képviselője Alexander Graham Bell volt, aki a siket emberfajta kialakulásától féltette a világot.
Az értelmi képességek genetikai eredetével magyarázták a különböző emberfajták és társadalmi osztályok közötti intelligenciakülönbséget. Ez a felzárkóztató programok akadályává vált. Nem akartak tudomást venni arról, hogy nincs olyan teszt, ami mindenkinek jól méri az intelligenciáját. A kulturális különbségek, és a kultúrafüggetlen tesztek sterilitása reménytelenné teszik egy ilyen teszt megalkotását.
Külön kérdés volt a férfiak és nők intelligenciájának különbözősége. Régebben a nőket kevésbé tartották intelligensnek, mint a férfiakat, mert társadalmi szerepük miatt értelmi képességeik kevésbé tudtak megnyilvánulni. A kiemelkedően intelligens emberek nagy többsége férfi; ez szintén ugyanerre a következtetésre vezet. Az idevágó kutatások azonban nem, vagy legfeljebb minimális különbséget találtak a nők és a férfiak átlagos intelligenciája között. Ugyanakkor az egyes konkrét részképességek tekintetében a teszteredmények mutatnak nemi eltéréseket. Így a férfiak átlagosan jobban teljesítenek a vizuális-téri és a matematikai, a nők viszont a verbális teszteken.

## Intelligencia és kreativitás
Miután felvetődött, hogy az intelligencia mellett a kreativitást is vizsgálni kell, többen szembeállították a két képességet egymással. Ezért sokan kezdték tanulmányozni a közöttük fennálló kapcsolatot.
Fischer szerint az alkotókészség az egyes intelligenciatípusok használatának képessége. Mások szerint az intelligencia része, de vannak, akik annak kiegészítő ellentéteként határozzák meg.
A kutatások szerint a kreativitás és az intelligencia csak kevéssé függ össze. Egy tanuló tanulási stílusára nagy hatással van az, hogy mennyire jó az intelligenciája és az alkotókészsége, és hogy melyik a fejlettebb. A kreativitás igazán jól csak egy bizonyos intelligenciaszint fölött tud megnyilvánulni.

## Mesterséges intelligencia
Mesterséges intelligenciának (MI vagy AI – az angol Artificial Intelligence-ből) egy gép, program vagy mesterségesen létrehozott tudat által megnyilvánuló intelligenciát nevezzük. A mesterséges intelligencia fejlesztésének az a célja, hogy olyan gépeket hozzon létre, amik önálló döntésre képesek, az emberi kezelők által végzett vezérlést minél inkább mellőzve. Bár az első közismert MI-alkalmazások a számítógépekkel egy időben és azokhoz kapcsolódóan jelentek meg, alkalmazásukra számos más, ill. korábbi példa van. A „mesterséges intelligencia” kifejezés tartalma és pontos mibenléte (egyáltalán, létezésének lehetősége) még a „természetes” intelligenciáénál is vitatottabb. Fajtáit sem elemezték olyan részletesen, mint az emberi intelligenciát, de beszélnek például hálózati intelligenciáról.

## Érdekességek
A pennsylvaniai Pittsburgh egyetem kutatásában, melynek során 16 ezer nő méreteit és intelligenciáját vizsgálták, azt találták, hogy azok a nők, akiknél nagy az eltérés a derék- és a csípőbőség között, sokkal jobb eredménnyel töltik ki az intelligencia-teszteket, mint testesebb vagy vékonyabb társaik. A kutatók megállapították, hogy a nőknek nem szükséges vékonynak lenniük. Az a fontos, hogy a derekuk meghatározott arányban vékonyabb legyen, mint a csípőjük, szerintük az ideális arány: 0,6.
A kutatók azt találták továbbá, hogy az ilyen alakú nők gyermekei sokkal jobbak a tudástesztekben, mint társaik.
Ennek lehetséges oka a kutatás szerint, hogy a zsírpárnás csípő és a comb magasabb arányban tartalmaz omega-3 zsírsavakat, amelyek szükségesek a magzat agyának fejlődéséhez az anyaméhben.
Az olyan zsír, amely a derék körül rakódik le, nagyobb valószínűséggel tartalmaz omega-6 zsírsavat, amely nem igazán segíti az agy fejlődését.
Bár a tanulmány csupán a nők testét vizsgálta, az omega-3 zsírsav a férfiak csípőjén is lerakódik. Arról nem szól a jelentés, hogy ez a férfiak intelligenciájában is szerepet játszik-e.

### Nyomtatott
- Ian J. Deary: Az intelligencia; ford. Balogh Katalin, Takács Mónika; Magyar Világ, Budapest, 2003 (Summa)
- Carl Sagan: Az éden sárkányai. Tűnődések az emberi intelligencia evolúciójáról; ford. Szilágyi Tibor; Európa, Budapest, 2008
- Daniel Goleman: Társas intelligencia. Az emberi kapcsolatok új tudománya; ford. Budai Judit; 2. jav. kiad.; Nyitott Könyvműhely, Budapest, 2008
- Klein Sándor: Intelligencia, kreativitás, kompetencia. Módszerek és eredmények; Edge 2000, Budapest, 2020 (Segítünk, ha lehet)
- Czeizel Endre: Genetika és társadalom (1977). Magvető, Budapest
- Gould, S. (1999): Elméricskélt ember; ford. Lakatos Krisztina, Szabó Salfay Orsolya, Szilágyi Nóra; Typotex Kiadó, Budapest
- Howard Gardner: Intelligence reframed : multiple intelligences for the 21st century (1999). Basic Books, New York.
- Horváth György: A tartalmas gondolkodás, 1984, 1986. Tankönyvkiadó, Budapest ISBN 963 17 8981 0
- Horváth György: Az értelem mérése, 1991. Tankönyvkiadó, Budapest ISBN 963 18 3463 8
- Pszichológiai lexikon (2007). Helikon, Budapest, Intelligencia szócikk lásd 202. p.
- Pléh Csaba: A lélektan története. (2010). Osiris Kiadó, Budapest. ISBN 978 963 276 052 0
- Mérő László: Az érzelmek logikája (2010). Tercium Kiadó ISBN 978 963 9633 74 2
- Uta Fridth: Autizmus : a rejtély nyomában (cop. 1991). Kapocs, Budapest

### Internetes
- Bevezetés a mesterséges intelligenciába nem üzemel
- MI bővebben Archiválva 2005. február 16-i dátummal a Wayback Machine-ben
- A Sulinet az intelligenciáról Mérő László
- Fajtái
- Intelligencia és alkotókészség (a 251. oldal aljától) Archiválva 2012. január 30-i dátummal a Wayback Machine-ben
- A pénzügyi intelligencia említése[halott link]
- Érzelmi intelligencia
- A szexuális intelligencia említése
- A hálózati intelligencia említése
- Az intelligencia – amit tudunk róla és amit nem